# Марта Ларральде
Марта Ларральде (ісп. Marta Rivera Larralde; 22 квітня 1980, Віго, Іспанія) — іспанська акторка театру і кіно. Закінчила Школу зображення та звуку у Віго.

## Вибрана фільмографія
- Лена (2001)
- Леон та Ольвідо (2004)